# Comunhão e Libertação
Comunhão e Libertação (CL) é um movimento católico eclesial cujo objetivo é a madura educação cristã dos seus membros e a colaboração à missão da Igreja em todos os âmbitos da sociedade contemporânea.
Nasceu na Itália, em 1954, quando padre Luigi Giussani deu início, no Colégio Estadual Liceu Berchet de Milão, a uma iniciativa de presença cristã chamada Juventude Estudantil (Gioventù Studentesca - GS).
O nome atual, Comunhão e Libertação, apareceu pela primeira vez em 1969. Ela sintetiza a convicção que o acontecimento cristão, vivido em comunhão, é a base da verdadeira libertação do homem. Atualmente Comunhão e Libertação está presente em cerca de setenta países em todos os continentes e tem acerca de 100.000 membros.
Não existe nenhum tipo de inscrição, mas somente a livre participação das pessoas. O instrumento fundamental de formação dos membros do Movimento é a catequese semanal denominada «Escola de Comunidade» junto a alguns gestos fundamentais do caminho.
Actualmente o presidente da Fraternidade de Comunhão e Libertação é o padre espanhol Julián Carrón.
A revista oficial do movimento é a publicação mensal «Passos - Litterae Communionis».